# Leimáquide
As leimáquides (Λειμακίδες, Leimakídes), também chamadas de limoníades (Λειμωνιάδες, Leimôniádes) ou limenides (Λειμενίδες, Leimenídes), de leimón (λειμών, "prado") eram as ninfas das flores, vivendo nos campos e pradarias. Como todas as ninfas, estavam na categoria de semideuses, o que significa que eram mortais, embora dotadas de longa existência. Alguns representam-na junto a um lago. Era uma das Ninfas da terra, as epigeias.

## Nas artes
Em meados do século XX, o escultor francês Muguet Georges realizou um conjunto de seis esculturas, no parc du Château no Saint-Cloud, em Paris, uma delas representando uma leimáquide.

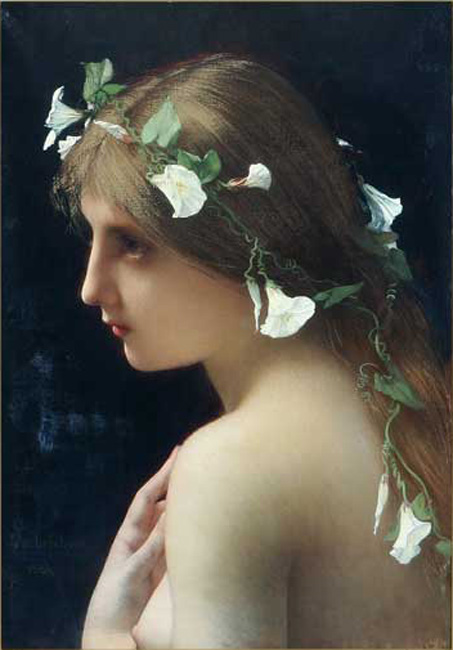
Ninfa com flores

Em 1998, o compositor alemão Wolfgang Weller produziu a sua opus 53, intitulada Die Improvisation der Leimoniade (A Improvisação da Leimoníade), obedecendo à escala cromática de tons da Grécia Antiga. A peça foi apresentada em 2000.